# Municipio de Center (condado de Lake)
El municipio de Center (en inglés: Center Township) es un municipio ubicado en el condado de Lake en el estado estadounidense de Indiana. En el año 2010 tenía una población de 31756 habitantes y una densidad poblacional de 306,95 personas por km².

## Geografía
El municipio de Center se encuentra ubicado en las coordenadas 41°23′35″N 87°22′5″O / 41.39306, -87.36806. Según la Oficina del Censo de los Estados Unidos, el municipio tiene una superficie total de 103.46 km², de la cual 101.92 km² corresponden a tierra firme y (1.48%) 1.53 km² es agua.

## Demografía
Según el censo de 2010, había 31756 personas residiendo en el municipio de Center. La densidad de población era de 306,95 hab./km². De los 31756 habitantes, el municipio de Center estaba compuesto por el 94.51% blancos, el 1.16% eran afroamericanos, el 0.16% eran amerindios, el 1.27% eran asiáticos, el 0.02% eran isleños del Pacífico, el 1.42% eran de otras razas y el 1.46% pertenecían a dos o más razas. Del total de la población el 6.28% eran hispanos o latinos de cualquier raza.